# Noah Bischof
Noah Bischof (* 7. Dezember 2002 in Feldkirch) ist ein österreichischer Fußballspieler.

## Karriere

### Verein
Bischof begann seine Karriere beim SC Göfis. Zur Saison 2012/13 wechselte er zum SCR Altach. Zur Saison 2016/17 kam er in die AKA Vorarlberg, in der er fortan sämtliche Altersstufen durchlief. Im September 2020 erhielt er einen Profivertrag bei seinem Stammklub Altach. Zur Saison 2021/22 rückte er schließlich in den Profikader von Altach. Sein Debüt in der Bundesliga gab er im Juli 2021, als er am ersten Spieltag jener Saison gegen den LASK in der 63. Minute für Atdhe Nuhiu eingewechselt wurde. Parallel dazu stand er zeitweise auch im Kader der zweiten Mannschaft der Altacher. Insgesamt kam er für Altach zu 58 Bundesligaeinsätzen, in denen er fünfmal traf.
Im Jänner 2024 wechselte er zum Ligakonkurrenten SK Rapid Wien, bei dem er einen bis Juni 2026 laufenden Vertrag erhielt. Die Rapidler verliehen ihn aber direkt an den Zweitligisten First Vienna FC. Während der Leihe kam er zu 14 Einsätzen in der 2. Liga, in denen er neunmal traf.

### Nationalmannschaft
Im November 2022 gab Bischof gegen die Türkei sein Debüt im U-21-Team.